# Jan Ziekow
Jan Ziekow (* 1960 in Berlin) ist ein deutscher Rechtswissenschaftler und Direktor des Deutschen Forschungsinstituts für öffentliche Verwaltung.

## Werdegang
Ziekow studierte Rechtswissenschaft in Bielefeld und Berlin. Nach dem ersten (1985) und zweiten (1990) juristischen Staatsexamen promovierte er 1992 an der Freien Universität Berlin bei Dieter Wilke zum Dr. iur. 1996 erfolgte dort auch die Habilitation für die Fächer Rechts- und Verfassungsgeschichte, Öffentliches Recht und Europarecht. Von 1996 bis 1997 war Ziekow dann als Professor für Öffentliches Recht an der Universität Bielefeld tätig. Seit 1997 ist er Inhaber des Lehrstuhls für Öffentliches Recht, insbesondere allgemeines und besonderes Verwaltungsrecht, an der Deutschen Universität für Verwaltungswissenschaften Speyer und Direktor des Deutschen Forschungsinstituts für Öffentliche Verwaltung in Speyer. Im Juni 2003 lehnte Ziekow einen Ruf auf den Lehrstuhl für Öffentliches Recht, Verwaltungsrecht und Verwaltungslehre am Fachbereich Rechtswissenschaft der Universität Hamburg ab. Am 1. Dezember 2015 wurde ihm die Ehrendoktorwürde durch die Nationaluniversität der Mongolei verliehen.

## Forschung
Seine Forschungsschwerpunkte sind Verfassungsrecht, Verwaltungsprozessrecht, Recht der Verwaltungsorganisation und des Verwaltungsverfahrens, Bau- und Fachplanungsrecht, Wirtschaftsverwaltungs- und Umweltrecht.

## Herausgeberschaften
Er ist Mitherausgeber und Schriftleiter des Verwaltungsarchivs. Weiterhin ist er Mitherausgeber der im Duncker & Humblot Verlag erscheinenden Schriftenreihe Beiträge zum Vergaberecht (mit Thorsten Siegel) sowie der Zeitschrift für Landes- und Kommunalrecht Hessen/Rheinland-Pfalz/Saarland. Zudem ist er Mitglied des Herausgeberbeirats der Zeitschrift Vergaberecht.

## Habilitationen
Bei Ziekow habilitierten sich u. a.
- Thorsten Siegel (Professor an der Freien Universität Berlin)
- Annette Guckelberger (Professorin an der Universität des Saarlandes)
- Alexander Windoffer (Professor an der Universität Potsdam)

## Veröffentlichungen (Auswahl)
- Helge Sodan, Jan Ziekow: Grundkurs Öffentliches Recht. C.H. Beck, 8. Auflage,  München 2018, ISBN 978-3-406-72034-5.
- Helge Sodan, Jan Ziekow: Verwaltungsgerichtsordnung – Großkommentar. Nomos, 5. Auflage Baden-Baden 2018, ISBN 978-3-8487-3974-5
- Jan Ziekow: Über Freizügigkeit und Aufenthalt. Paradigmatische Überlegungen zum grundrechtlichen Freiheitsschutz in historischer und verfassungsrechtlicher Perspektive. Mohr Siebeck, Tübingen 1997 (Habilitationsschrift), ISBN 978-3-16-146730-1.
- Jan Ziekow: Freiheit und Bindung des Gewerbes. Duncker & Humblot, Berlin 1992 (Dissertation), ISBN 978-3-428-07367-2.